# Isländische Badmintonmeisterschaft 2018
Die Isländische Badmintonmeisterschaft 2018 fand vom 6. bis zum 8. April 2018 in der TBR-Halle in Reykjavík statt. Es war die 70. Auflage der nationalen Titelkämpfe von Island im Badminton.	

## Sieger und Platzierte
| Disziplin    | Gold                                                | Silber                                            | Bronze                                        |
| ------------ | --------------------------------------------------- | ------------------------------------------------- | --------------------------------------------- |
| Herreneinzel | Kári Gunnarsson                                     | Róbert Þór Henn                                   | Daníel Jóhannesson                            |
| Herreneinzel | Kári Gunnarsson                                     | Róbert Þór Henn                                   | Jónas Baldursson                              |
| Dameneinzel  | Margrét Jóhannsdóttir                               | Sigríður Árnadóttir                               | Arna Karen Jóhannsdóttir                      |
| Herrendoppel | Daníel Jóhannesson Jónas Baldursson                 | Davíð Bjarni Björnsson Kristófer Darri Finnsson   | Bjarki Stefánsson Daníel Thomsen              |
| Herrendoppel | Daníel Jóhannesson Jónas Baldursson                 | Davíð Bjarni Björnsson Kristófer Darri Finnsson   | Eiður Ísak Broddason Kári Gunnarsson          |
| Damendoppel  | Margrét Jóhannsdóttir Sigríður Árnadóttir           | Erla Björg Hafsteinsdóttir Snjólaug Jóhannsdóttir | Jóhanna Jóhannsdóttir Sunna Ösp Runólfsdóttir |
| Damendoppel  | Margrét Jóhannsdóttir Sigríður Árnadóttir           | Erla Björg Hafsteinsdóttir Snjólaug Jóhannsdóttir | Arna Karen Jóhannsdóttir Drífa Harðardóttir   |
| Mixed        | Kristófer Darri Finnsson Erla Björg Hafsteinsdóttir | Kári Gunnarsson Snjólaug Jóhannsdóttir            | Daníel Thomsen Margrét Jóhannsdóttir          |
| Mixed        | Kristófer Darri Finnsson Erla Björg Hafsteinsdóttir | Kári Gunnarsson Snjólaug Jóhannsdóttir            | Daníel Jóhannesson Sigríður Árnadóttir        |